# Tacoignières
Tacoignières is een gemeente in het Franse departement Yvelines (regio Île-de-France) en telt 956 inwoners (1999). De plaats maakt deel uit van het arrondissement Mantes-la-Jolie.

## Geografie
De oppervlakte van Tacoignières bedraagt 3,2 km², de bevolkingsdichtheid is 298,7 inwoners per km².
De onderstaande kaart toont de ligging van Tacoignières met de belangrijkste infrastructuur en aangrenzende gemeenten.

## Demografie
Onderstaande figuur toont het verloop van het inwonertal (bron: INSEE-tellingen).